# Mico humeralifer
Lo uistitì dalle spalle bianche o uistitì di Santarém (Mico humeralifer E. Géoffroy, 1812) è un primate platirrino della famiglia dei Callitricidi.

## Distribuzione
Vive nell'area circoscritta fra il basso corso del rio Madeira, il rio Tapajós e il rio Roosevelt, in Brasile. Preferisce le aree di foresta pluviale con una fitta vegetazione pensile epifita.

## Descrizione

### Dimensioni
Misura circa 40 cm, di cui più della metà spetta alla coda, per un peso di 350 g circa.

### Aspetto
Il pelo è bianco su torso e spalle, mentre diventa bruscamente nero sul quarto posteriore e sulla coda, che è inanellata di bianco. La testa presenta sfondo bianco con una banda nera che, partendo dal muso, si biforca sulla fronte andando dietro le orecchie e scendendo fino alla gola: un'altra banda nera scende da ciascun occhio, rigando verticalmente le guance e congiungendosi sul mento. Le orecchie presentano ciuffi di pelo bianco: la facciaa è glabra e grigia, gli avambracci e le mani sono grigio-nerastri.

## Biologia
Vive in gruppi di 5-15 individui, comprendente una coppia dominante, i cuccioli di vari parti ed a volte altri maschi non imparentati con la femmina dominante. Questi gruppi vivono in un proprio territorio che, sebbene demarcato tramite secrezioni ghiandolari, viene difeso piuttosto blandamente e si sovrappone anche per parti abbastanza consistenti ai territori di altri gruppi, senza che tuttavia si scatenino conflitti violenti. Il gruppo tende a percorrere sempre gli stessi percorsi nell'ambito del proprio territorio.

### Alimentazione
Si tratta di animali dalla dieta piuttosto versatile: mangiano infatti frutta, bacche, insetti, ma nella dieta è sempre presente una discreta percentuale di linfa e gommoresina.

### Riproduzione
La gestazione dura circa tre mesi, al termine dei quali la femmina partorisce due gemelli. Non è ancora del tutto chiaro se in natura instauri coppie monogame (come accade spesso in cattività), pratichi la poliandria (come osservato in specie congeneri) oppure coesistano entrambi i costumi riproduttivi. I cuccioli vengono allevati congiuntamente da tutto il gruppo, che li lascia alla madre (la femmina dominante, nonché l'unica a cui è concesso riprodursi) solo per la poppata.
La speranza di vita di questo animale in cattività è di circa 12 anni.